# Élections sénatoriales de 2017 dans la Manche
Les élections sénatoriales dans la Manche ont lieu le dimanche 24 septembre 2017. Elles ont pour but d'élire les sénateurs représentant le département au Sénat pour un mandat de six années.

## Contexte départemental
Lors des élections sénatoriales de 2011 dans la Manche, trois sénateurs ont été élus : un PS, Jean-Pierre Godefroy, et deux UMP, Philippe Bas et Jean Bizet.
Depuis, tous les effectifs du collège électoral des grands électeurs ont été renouvelés, avec les élections législatives françaises de 2017, les élections régionales françaises de 2015, les élections départementales françaises de 2015 et les élections municipales françaises de 2014.
La liste des grands électeurs a été fixée le 4 aout 2017 et contient 1 586 personnes.
- 4 députés :
  - Philippe Gosselin
  - Bertrand Sorre
  - Grégory Galbadon
  - Sonia Krimi
- 3 sénateurs :
  - Philippe Bas
  - Jean Bizet
  - Jean-Pierre Godefroy
- 16 conseillers régionaux
- 54 conseillers départementaux
- 1 509 délégués des conseils municipaux

## Sénateurs sortants
| Sénateur | Sénateur             | Parti | Fonctions lors de l'élection en 2011    |
| -------- | -------------------- | ----- | --------------------------------------- |
|          | Philippe Bas         | LR    | Vice-président du conseil général       |
|          | Jean Bizet           | LR    | Sénateur sortant et maire du Teilleul   |
|          | Jean-Pierre Godefroy | PS    | Sénateur sortant et conseiller régional |

## Présentation des listes et des candidats
Les nouveaux représentants sont élus pour une législature de 6 ans au suffrage universel indirect par les 1 558 grands électeurs du département. Dans la Manche, les sénateurs sont élus au scrutin proportionnel plurinominal. Leur nombre reste inchangé, trois sénateurs sont à élire et cinq candidats doivent être présentés sur la liste pour qu'elle soit validée. Chaque liste de candidats est obligatoirement paritaire et alterne entre les hommes et les femmes. Plusieurs listes seront déposées dans le département. Elles sont présentées ici dans l'ordre de leur dépôt à la préfecture et comportent l'intitulé figurant aux dossiers de candidature.

### Liste «Rassemblement de progrès pour nos collectivités»
| N° | Candidats | Candidats               | Parti | Principale fonction                                                                                          |
| -- | --------- | ----------------------- | ----- | --- |
| 01 |           | Jean-Michel Houllegatte | PS    | Maire délégué de Cherbourg-Octeville Vice-président de la communauté d'agglomération du Cotentin             |
| 02 |           | Peggy Cochat            | DVG   | Adjointe au maire d'Avranches Vice-présidente de la communauté d'agglomération Mont-Saint-Michel – Normandie |
| 03 |           | Pierre Aubril           | DVG   | Maire de Ravenoville Vice-président de la communauté de communes de la Baie du Cotentin                      |
| 04 |           | Christine Le Coz        | PS    | Conseillère municipale de Saint-Lô                                                                           |
| 05 |           | François Rousseau       | DVG   | Conseiller départemental des Pieux                                                                           |

### Liste «Manche oxygène 2017»
| N° | Candidats | Candidats              | Parti | Principale fonction                                      |
| -- | --------- | ---------------------- | ----- | -------------------------------------------------------- |
| 01 |           | Jean Lepetit           | UDI   | Conseiller départemental, maire de Saint-Vaast-la-Hougue |
| 02 |           | Patricia Lecomte       | DVD   | Maire de Le Loreur, conseillère départementale           |
| 03 |           | Jean-Dominique Bourdin | DVD   | Adjoint au maire de Coutances, conseiller départemental, |
| 04 |           | Muriel Housset         | DVD   | Maire du Mesnil-Rouxelin                                 |
| 05 |           | Jean-Pierre Mauquest   | DVD   | Maire de Montebourg                                      |

### Liste « La République en Marche »
| N° | Candidats | Candidats             | Parti | Principale fonction                                      |
| -- | --------- | --------------------- | ----- | -------------------------------------------------------- |
| 01 |           | Jean-Michel Maghe     | LREM  | Maire délégué de Querqueville                            |
| 02 |           | Francine Fourmentin   | DVC   | Conseillère municipale de Sourdeval                      |
| 03 |           | Laurent Pien          | MoDem | Maire de Condé-sur-Vire Vice-président de Saint-Lô Agglo |
| 04 |           | Françoise Hamon-Barbe | LR    | Conseillère municipale de Cherbourg-en-Cotentin          |
| 05 |           | Pierre Bihet          | LREM  | Conseiller municipal de Cherbourg-en-Cotentin            |

### Liste « Ensemble, faisons gagner la Manche »
| N° | Candidats | Candidats          | Parti | Principale fonction                |
| -- | --------- | ------------------ | ----- | ---------------------------------- |
| 01 |           | Christiane Vulvert | UDI   | Conseillère régionale              |
| 02 |           | Pierre Cheron      | UDI   | Conseiller municipal à Jullouville |
| 03 |           | Catherine Saucet   | MoDem | Adjointe au maire de Saint-Lô      |
| 04 |           | Ludovic Turpin     | DVD   | Chef d'entreprise                  |
| 05 |           | Mathilde Audic     | DVD   | Vétérinaire                        |

Le Mouvement démocrate soutient cette liste.

### Liste Bleu marine pour la défense de nos communes et de nos départements
| N° | Candidats | Candidats                | Parti | Principale fonction              |
| -- | --------- | ------------------------ | ----- | -------------------------------- |
| 01 |           | Jean-Jacques Noël        | FN    | Conseiller régional              |
| 02 |           | Marie-Françoise Kurdziel | FN    | Conseillère régionale            |
| 03 |           | Franck Simon             | FN    | Conseillère municipale de Bréhal |
| 04 |           | Carmen Masson            | FN    |                                  |
| 05 |           | Robert Retout            | FN    | Conseiller régional              |

### Liste indépendante d'union républicaine
| N° | Candidats | Candidats             | Parti | Principale fonction                                                         |
| -- | --------- | --------------------- | ----- | --------------------------------------------------------------------------- |
| 01 |           | Philippe Bas          | LR    | Sénateur sortant Président du conseil départemental                         |
| 02 |           | Anne Harel            | DVD   | Adjointe au maire de Gratot vice-présidente du conseil départemental        |
| 03 |           | Jacques Lepetit       | DVD   | Maire des Pieux vice-président de la communauté d'agglomération du Cotentin |
| 04 |           | Adèle Hommet-Lelièvre | DVD   | Conseillère départementale du canton de Saint-Lô                            |
| 05 |           | Jean-Marie Sévin      | DVD   | Maire de Carolles président de Granville Terre et Mer                       |

### Liste « Pour la Manche, agir ensemble »
| N° | Candidats | Candidats            | Parti | Principale fonction                                                                              |
| -- | --------- | -------------------- | ----- | ------------------------------------------------------------------------------------------------ |
| 01 |           | Jean Bizet           | LR    | Sénateur sortant                                                                                 |
| 02 |           | Valérie Blandin      | DVD   | Maire déléguée de Gourbesville                                                                   |
| 03 |           | Alain Sévêque        | LR    | Maire d'Agneaux Vice-président de Saint-Lô Agglo                                                 |
| 04 |           | Béatrice Gosselin    | LR    | Adjoint au maire de Gouville-sur-Mer                                                             |
| 05 |           | Pierre-Jean Blanchet | DVD   | Adjoint au maire de Granville Vice-président de la communauté de communes Granville Terre et Mer |

### Liste « Causes communes pour l'égalité »
| N° | Candidats | Candidats        | Parti | Principale fonction                           |
| -- | --------- | ---------------- | ----- | --------------------------------------------- |
| 01 |           | Richard Delestre | PCF   | Conseiller municipal de Cherbourg-en-Cotentin |
| 02 |           | Michèle Lemaux   | MRC   |                                               |
| 03 |           | Jacky Lebail     | PCF   |                                               |
| 04 |           | Elisabeth Brault | PCF   | Maire de Saint-Senier-de-Beuvron              |
| 05 |           | Rémi Besselièvre | PCF   |                                               |

## Résultats
| Tête de liste                                                            | Tête de liste            | Liste                                | Voix  | %     | Élus |
| ------------------------------------------------------------------------ | ------------------------ | ------------------------------------ | ----- | ----- | ---- |
|                                                                          | Philippe Bas             | Les Républicains                     | 461   | 29,82 | 1    |
| Liste indépendante d'union républicaine                                  |                          |                                      | 461   | 29,82 | 1    |
|                                                                          | Jean-Michel Houllegatte  | Union de la gauche (PS)              | 318   | 20,57 | 1    |
| Rassemblement de progrès pour nos collectivités                          |                          |                                      | 318   | 20,57 | 1    |
|                                                                          | Jean Bizet               | Les Républicains                     | 254   | 16,43 | 1    |
| Pour la Manche, agir ensemble                                            |                          |                                      | 254   | 16,43 | 1    |
|                                                                          | Jean-Michel Maghe        | La République en marche (MoDem - LR) | 231   | 14,94 | 0    |
| La République en marche                                                  |                          |                                      | 231   | 14,94 | 0    |
|                                                                          | Christine Vulvert        | Divers droite (UDI - MoDem)          | 146   | 9,44  | 0    |
| Ensemble, faisons gagner la Manche                                       |                          |                                      | 146   | 9,44  | 0    |
| Jean Lepetit                                                             | Divers droite (UDI)      | 61                                   | 3,95  | 0     |      |
| Manche oxygène 2017                                                      |                          | 61                                   | 3,95  | 0     |      |
|                                                                          | Richard Delestre         | Parti communiste français (MRC)      | 47    | 3,04  | 0    |
| Causes communes pour l'égalité                                           |                          |                                      | 47    | 3,04  | 0    |
|                                                                          | Jean-Jacques Noël        | Front national                       | 28    | 1,81  | 0    |
| Liste bleu marine pour la défense de nos communes et de nos départements |                          |                                      | 28    | 1,81  | 0    |
|                                                                          |                          |                                      |       |       |      |
| Suffrages exprimés                                                       | Suffrages exprimés       | Suffrages exprimés                   | 1 546 | 98,66 |      |
| Votes blancs                                                             | Votes blancs             | Votes blancs                         | 10    | 0,64  |      |
| Votes nuls                                                               | Votes nuls               | Votes nuls                           | 11    | 0,70  |      |
| Total                                                                    | Total                    | Total                                | 1 567 | 100   | 3    |
| Abstention                                                               | Abstention               | Abstention                           | 21    | 1,32  |      |
| Inscrits / participation                                                 | Inscrits / participation | Inscrits / participation             | 1 588 | 98,68 |      |

### Sénateurs élus
| Sénateur | Sénateur                | Parti |
| -------- | ----------------------- | ----- |
|          | Philippe Bas            | LR    |
|          | Jean-Michel Houllegatte | PS    |
|          | Jean Bizet              | LR    |